# Ravennaschlucht

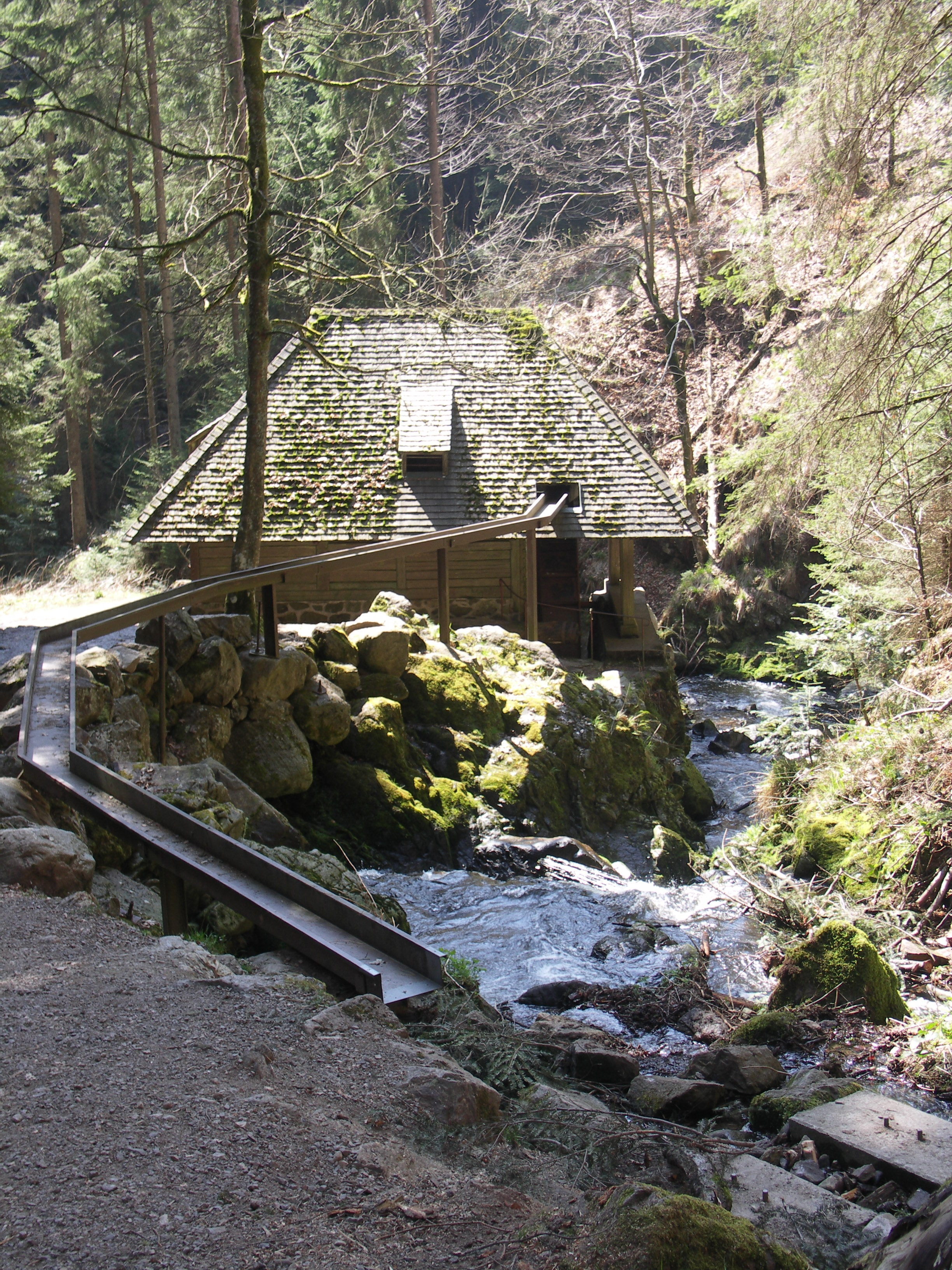
Die Großjockenmühle am Beginn der Schlucht

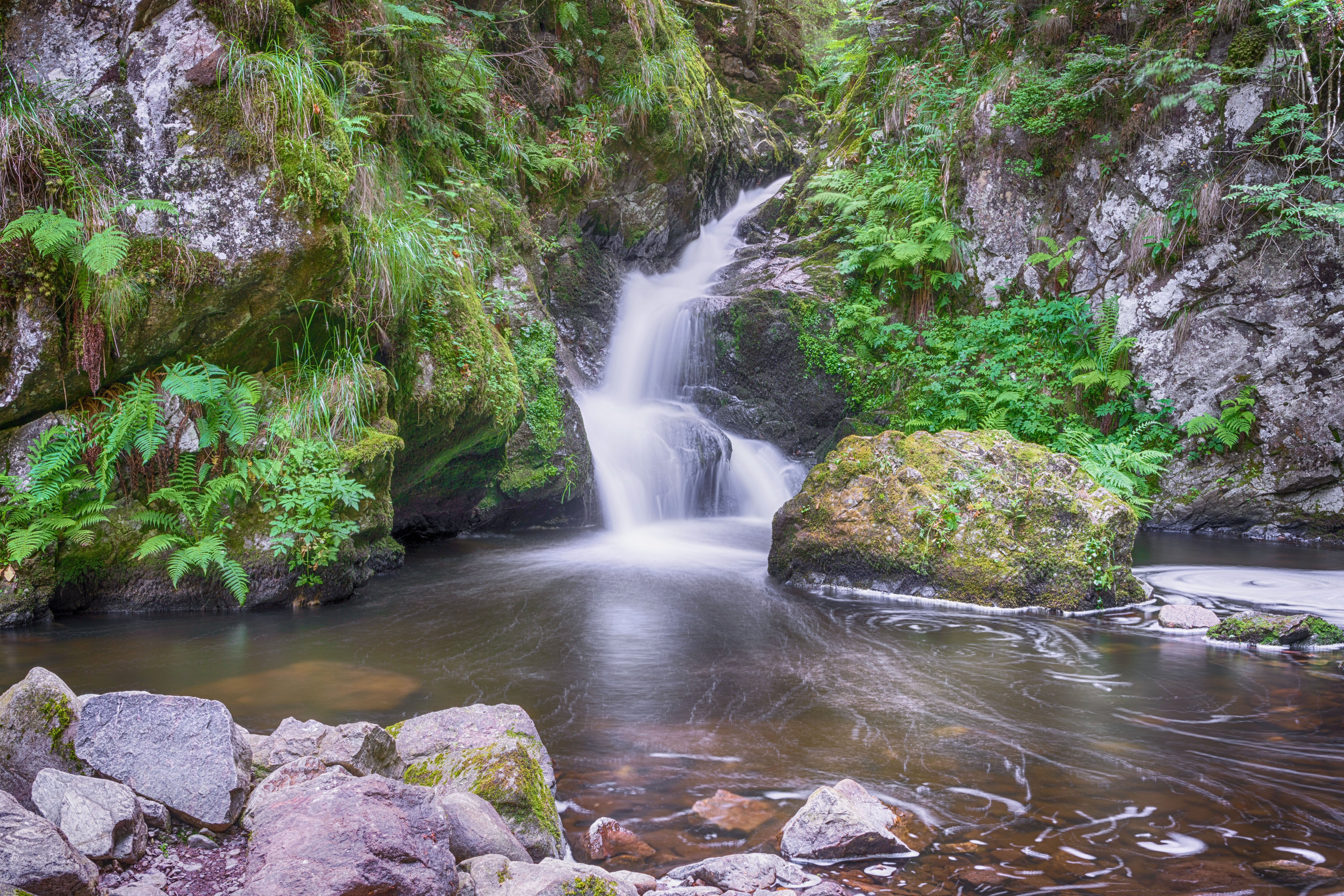
Kleiner Ravennafall (6 m)

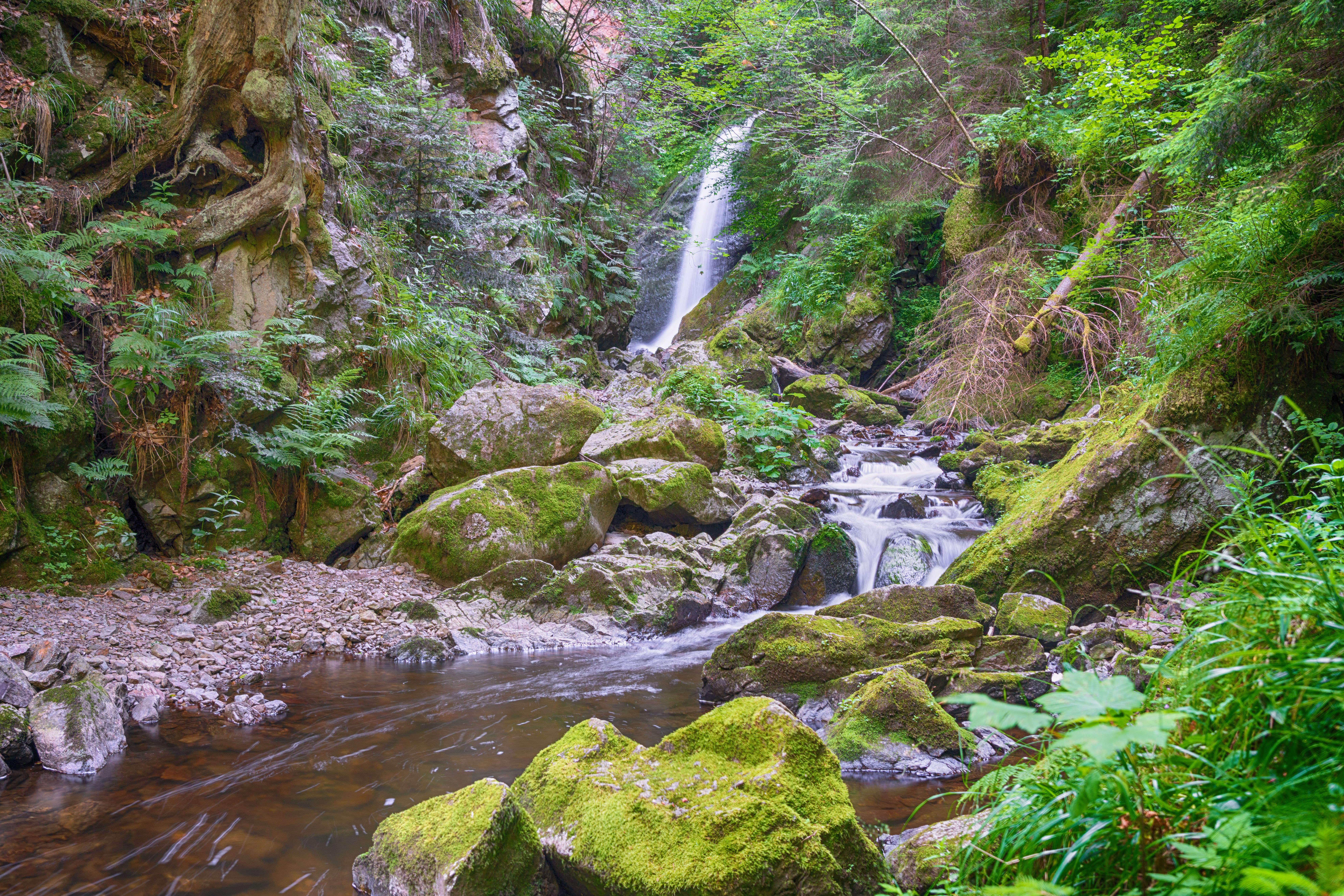
Großer Ravennafall (16 m)

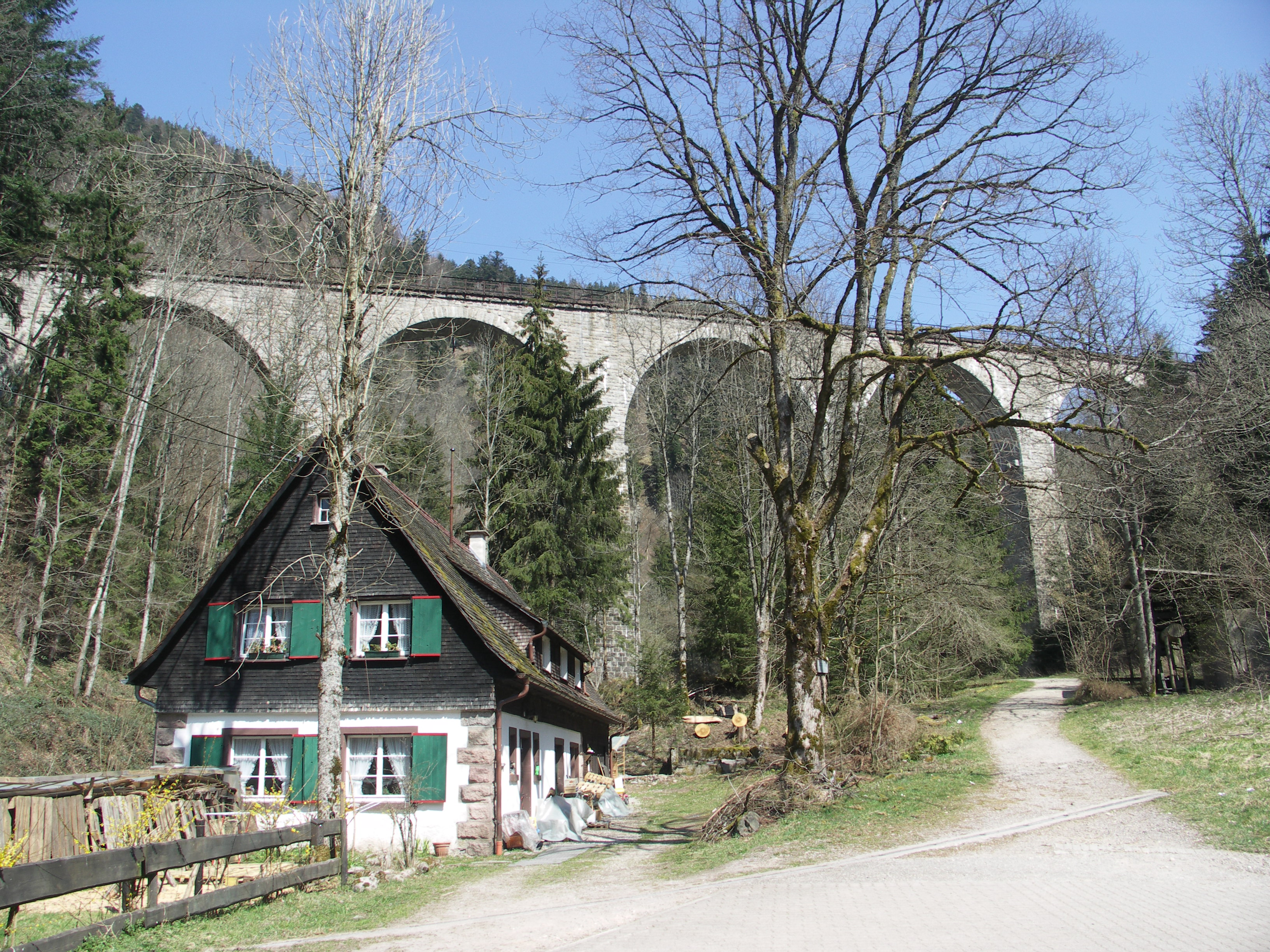
Ravennaviadukt vom Hofgut Sternen aus

Die Ravennaschlucht befindet sich im südlichen Schwarzwald. Diese Schlucht öffnet sich in das trogtalförmige obere Höllental. Der Ravennabach entwässert die nördlich davon gelegene weitläufige Hochmulde um das Dorf Breitnau, innerhalb dessen Gemarkung auch die etwa 4 km lange, windungsreiche Schlucht liegt. Hier bildet die Ravenna mehrere Wasserfälle, darunter den 16 Meter hohen Großen Ravenna-Fall an einer querenden Verwerfung und den Kleinen Ravenna-Fall mit 6 Metern Fallhöhe. Der Schlucht folgt, teils über Treppen und Felsgalerien, der Heimatpfad Hochschwarzwald. Südlich der Schlucht windet sich die B 31 den Talschluss des Höllentals hinauf (Höllentalsteige). Sie kragt an einer sich um den sogenannten Kreuzfelsen herumlegenden Serpentine in die Ravennaschlucht aus.
Der Name der Schlucht wird zumeist vom französischen ravin für Schlucht hergeleitet. Nach anderer Ansicht wurde der aus dem Besitzernamen Rappen und A für Bach gebildete Name zu Ravenna verschliffen oder es läge eine -ina-Ableitung zum wohl keltischen Wort *rovā „Erdschlipf, Riss, Sturz“ vor.
In der Schlucht gab es in früherer Zeit mehrere Mühlen, von denen zwei erhalten sind. Bei der 1883 erbauten denkmalgeschützten Großjockenmühle am oberen Ende der Schlucht wurde bemerkenswerterweise das Wasser durch das Dach der Mühle auf das Wasserrad geleitet. Eine weitere technisch-historische Besonderheit ist eine Anlage, über die ein Wasserrad mit Hilfe eines sog. Seiltriebs Maschinen auf einem weiter oben liegenden Gehöft antreiben konnte.
Den Schluchtausgang überquert die Höllentalbahn über die 37 Meter hohe Ravennabrücke. Nahebei befinden sich die St.-Oswald-Kapelle (erbaut 1148) und das Hofgut Sternen. Im Rahmen ihrer Brautfahrt von Wien nach Versailles soll Marie-Antoinette 1770 im Sternen Halt gemacht haben. Johann Wolfgang von Goethe übernachtete dort im Jahr 1779. Seit 2010 findet an den Adventswochenenden ein Weihnachtsmarkt unter dem beleuchteten Viadukt statt.
Unterhalb der Ravennabrücke überragt der Galgenbühl die Talsohle um ungefähr 30 Meter. Dort wurden am einstigen Galgen Todesurteile vollstreckt. Ein später dort errichteter Pavillon verfiel mit der Zeit. Die anfangs als Weide genutzten Hänge forstete man in den 1950er Jahren mit Douglasien und Fichten auf. Im Jahr 2010 wurden sämtliche Bäume gefällt und auf der Kuppe ein neuer, schindelgedeckter Pavillon aufgestellt.

## Weblinks

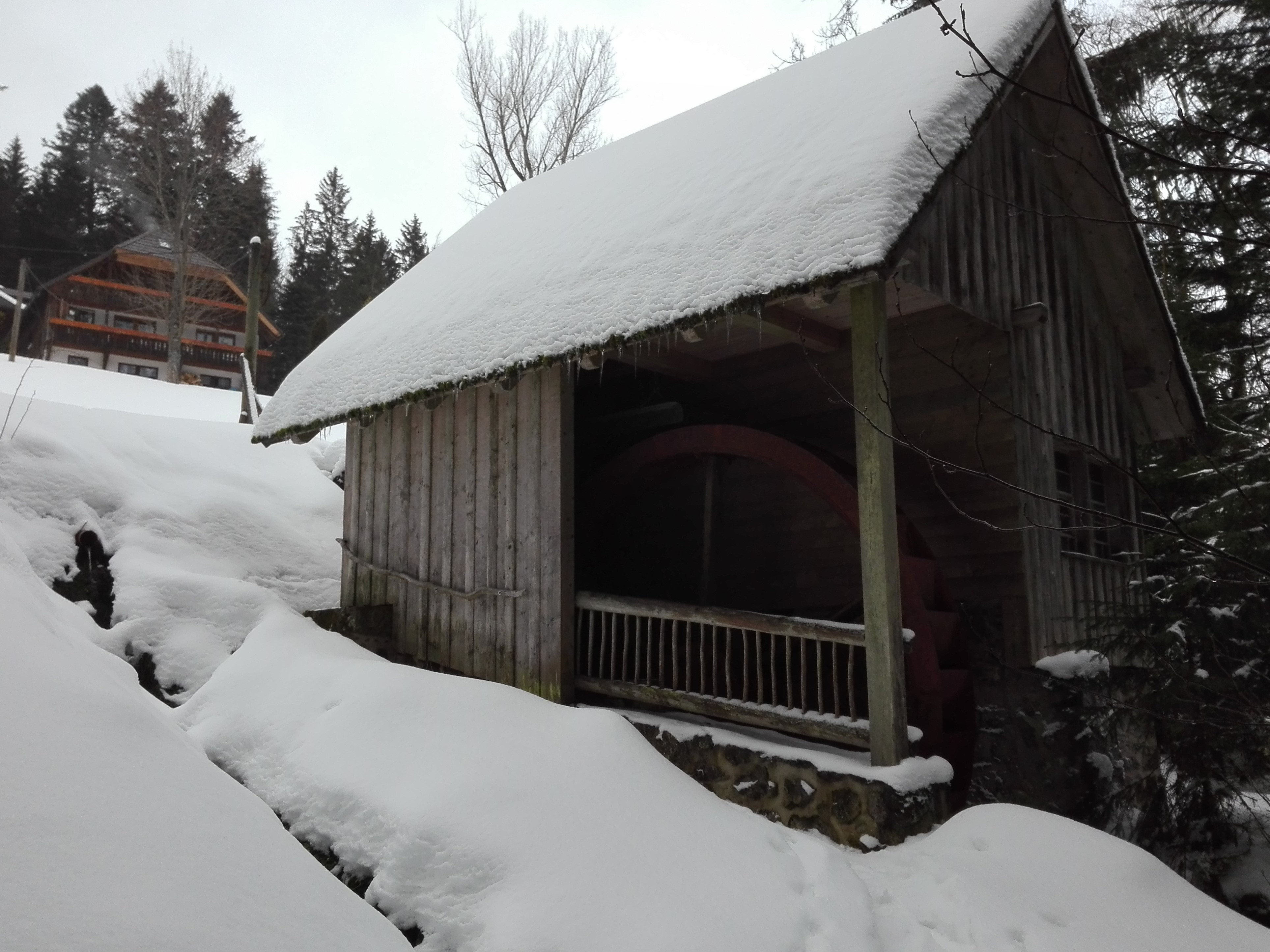
Die Seiltriebanlage, über die Maschinen weit oberhalb des Bachtales mit Wasserkraft angetrieben wurden